# Fishin’ for Woos
Fishin’ for Woos — восьмой студийный альбом американской рок-группы Bowling for Soup. Он был выпущен на лейбле Que-so Records/Brando Records в Великобритании 25 апреля 2011 года, а во всем мире — 26 апреля 2011 года.
Альбом получил положительные отзывы критиков.

## Отзывы
| Совокупная оценка | Совокупная оценка                                                        |
| Источник          | Оценка                                                                   |
| ----------------- | ------------------------------------------------------------------------ |
| Metacritic        | 53/100                                                                   |
| Оценки критиков   |                                                                          |
| Источник          | Оценка                                                                   |
| Allmusic          | [ 14 ]                                                                   |
| BLARE             | [ 16 ]                                                                   |
| Drowned in Sound  | [ 17 ]                                                                   |
| Kerrang!          | 3 из 5 звёзд · 3 из 5 звёзд · 3 из 5 звёзд · 3 из 5 звёзд · 3 из 5 звёзд |
| Rock Sound        | [ 18 ]                                                                   |

Альбом получил положительные отзывы критиков.
Большинство рецензентов отметили сходство музыки с предыдущими релизами группы. Allmusic оценил альбом в три звезды из пяти и сказал, что «больше одинаковых вещей — не обязательно плохо, и это, безусловно, то, что предлагает Fishin' for Woos», а Rock Sound оценил альбом в семь из десяти и сказал, что «Bowling For Soup вернулись, делая то, что BFS делают лучше всего — бодрые, поднимающие настроение, отбивающие такт песни». В более критичной рецензии Blare Magazine оценил альбом в 2,5 звезды из пяти и сказал, что «очевидно, что парни из BFS считают себя юмористами, но гэги, звучащие на Fishin' for Woos, скорее вызывают стоны или закатывание глаз, чем восторг».

## Список композиций
| №                   | Название                                                | Автор(ы)                             | Длительность |
| ------------------- | ------------------------------------------------------- | ------------------------------------ | ------------ |
| 1.                  | «Let's Pretend We're Not in Love»                       | Jaret Reddick                        | 3:09         |
| 2.                  | «Girls in America»                                      | Reddick, Zac Maloy, Tommy Henrickson | 3:09         |
| 3.                  | «S-S-S-Saturday»                                        | Reddick, Linus of Hollywood          | 3:06         |
| 4.                  | «What About Us»                                         | Reddick                              | 3:58         |
| 5.                  | «Here's Your Freakin' Song»                             | Reddick, Linus of Hollywood          | 3:55         |
| 6.                  | «This Ain't My Day»                                     | Reddick                              | 3:12         |
| 7.                  | «Smiley Face (It's All Good)»                           | Reddick                              | 3:02         |
| 8.                  | «Turbulence» (feat. Gabriel Mann)                       | Reddick, Linus of Hollywood          | 3:59         |
| 9.                  | «I've Never Done Anything Like This» (feat. Kay Hanley) | Reddick, Linus of Hollywood          | 3:15         |
| 10.                 | «Friends Chicks Guitars»                                | Reddick                              | 3:42         |
| 11.                 | «Guard My Heart» (2010)                                 | Erik Chandler, Reddick               | 4:00         |
| 12.                 | «Graduation Trip»                                       | Reddick                              | 3:57         |
| Общая длительность: | Общая длительность:                                     | Общая длительность:                  | 42:17        |

| №  | Название                       | Длительность |
| -- | ------------------------------ | ------------ |
| 1. | «Evil All Over the World»      | 3:11         |
| 2. | «My Girlfriend's an Alcoholic» | 3:21         |

| №   | Название         | Автор(ы)             | Длительность |
| --- | ---------------- | -------------------- | ------------ |
| 13. | «Dear Megan Fox» | Reddick, Mitch Allan | 3:20         |

| №   | Название                       | Длительность |
| --- | ------------------------------ | ------------ |
| 13. | «My Girlfriend's an Alcoholic» | 3:21         |

| №   | Название                  | Длительность |
| --- | ------------------------- | ------------ |
| 13. | «Evil All Over the World» | 3:11         |

## Чарты
| Чарт (2011)      | Высшая позиция |
| ---------------- | -------------- |
| US Billboard 200 | 189            |
| UK Albums Chart  | 66             |